# Hubert Maurer

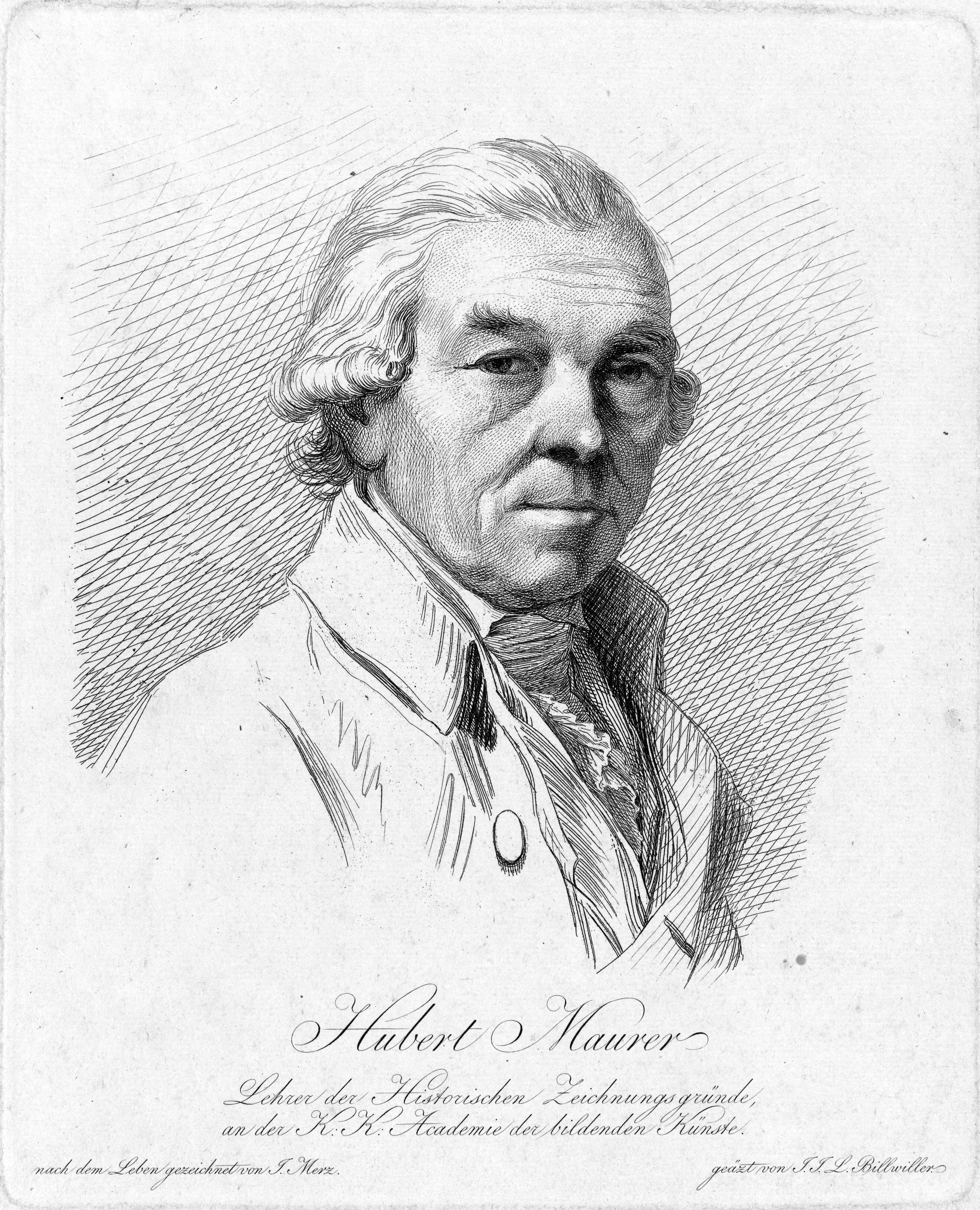
Hubert Maurer

Hubert Maurer (Bonn, 10 giugno 1738 – Vienna, 10 dicembre 1818) è stato un pittore austriaco.

## Biografia
Maurer nacque nel quartiere Lengsdorf di Bonn. Nel 1762, frequentò l'Accademia di Belle Arti di Vienna. Dal 1772 fino al 1776 circa, fu uno dei primi artisti ad avere una pensione. Si specializzò in ritratti e opere a tema religioso.
A partire dal 1785 insegnò all'Accademia di Belle Arti di Vienna per 32 anni, dove alcuni dei suoi studenti includevano Moritz Michael Daffinger, Peter Fendi, Friedrich von Amerling. e Franciszek Ksawery Lampi, Moritz Michael Daffinger (dal 1801 al 1805), Ferdinand Georg Waldmüller, Wilhelm August Rieder, Johann Baptist von Lampi il Giovane, Friedrich von Amerling e Johann Michael Sattler. Le lezioni consistevano principalmente in lezioni di disegno. Morì a Vienna nel 1818. Il suo luogo di nascita Lengsdorf ha una strada che porta il suo nome.

## Galleria d'immagini

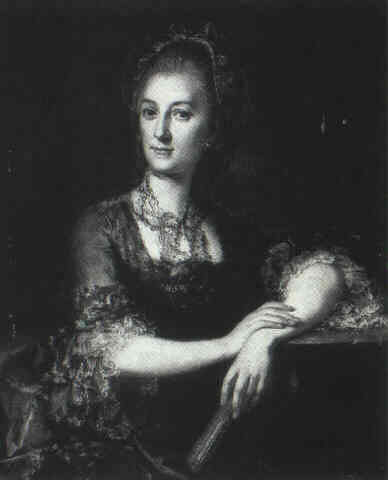
Ritratto di signora elegante
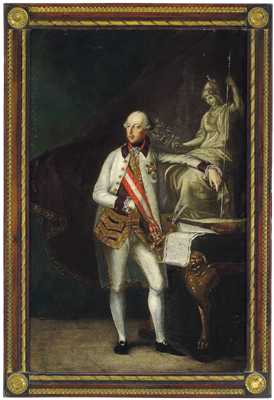
Imperatore Giuseppe II
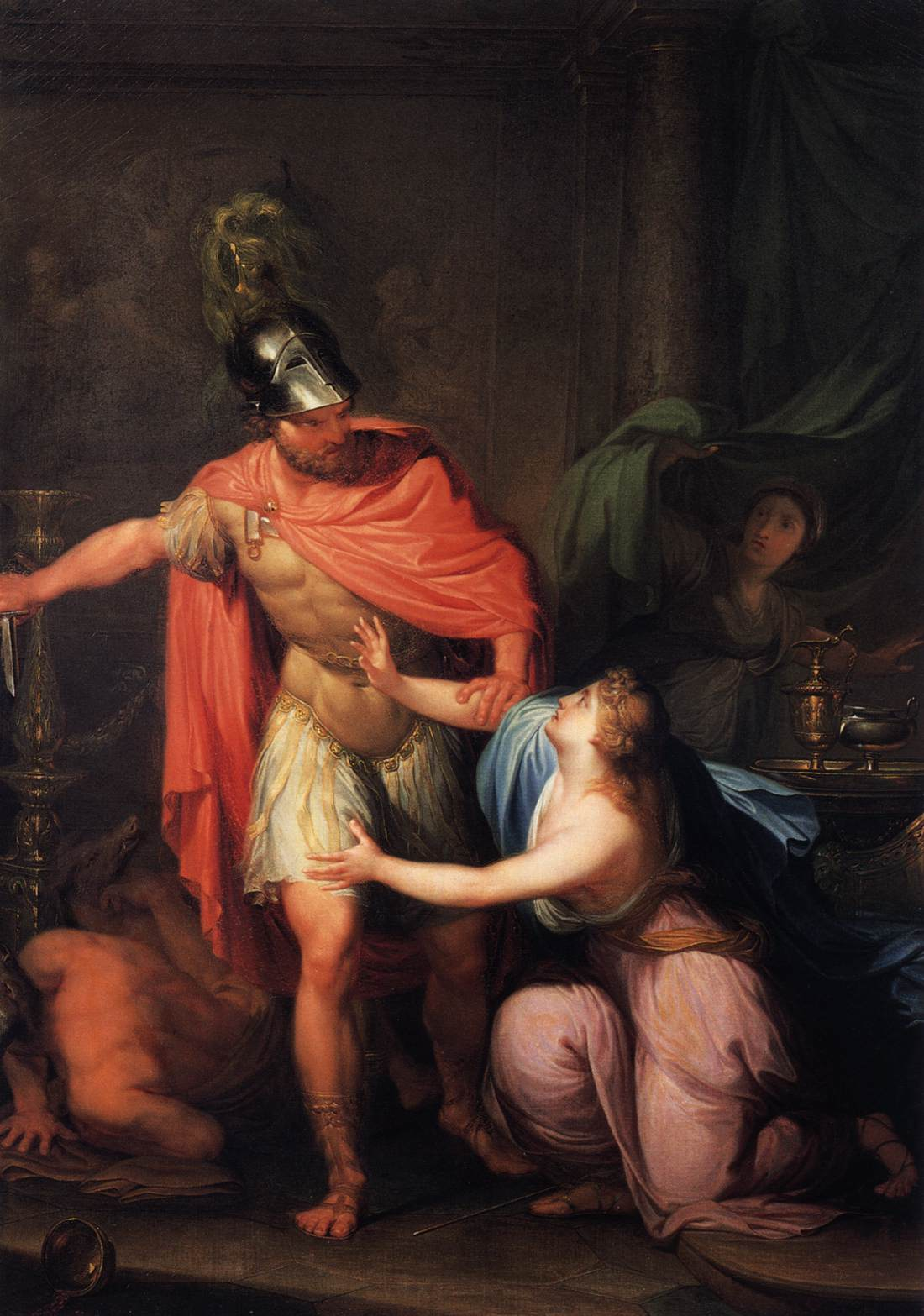
Circe e Ulisse, Accademia di belle arti di Vienna, 1785
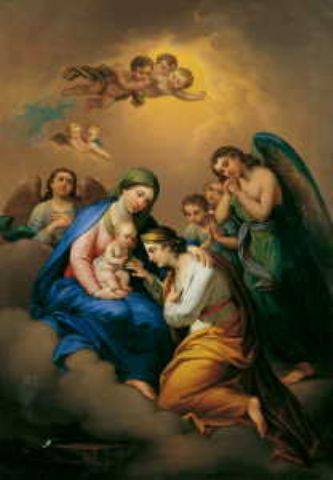
Il matrimonio mistico di Santa Caterina